# NGC 234
NGC 234 ist eine Balken-Spiralgalaxie vom Hubble-Typ SBc im Sternbild Fische auf der Ekliptik. Sie ist schätzungsweise 205 Millionen Lichtjahre von der Milchstraße entfernt und hat einen Durchmesser von etwa 90.000 Lichtjahren.
Das Objekt wurde am 14. Oktober 1784 von dem deutsch-britischen Astronomen Wilhelm Herschel entdeckt.